# Механическая лопата

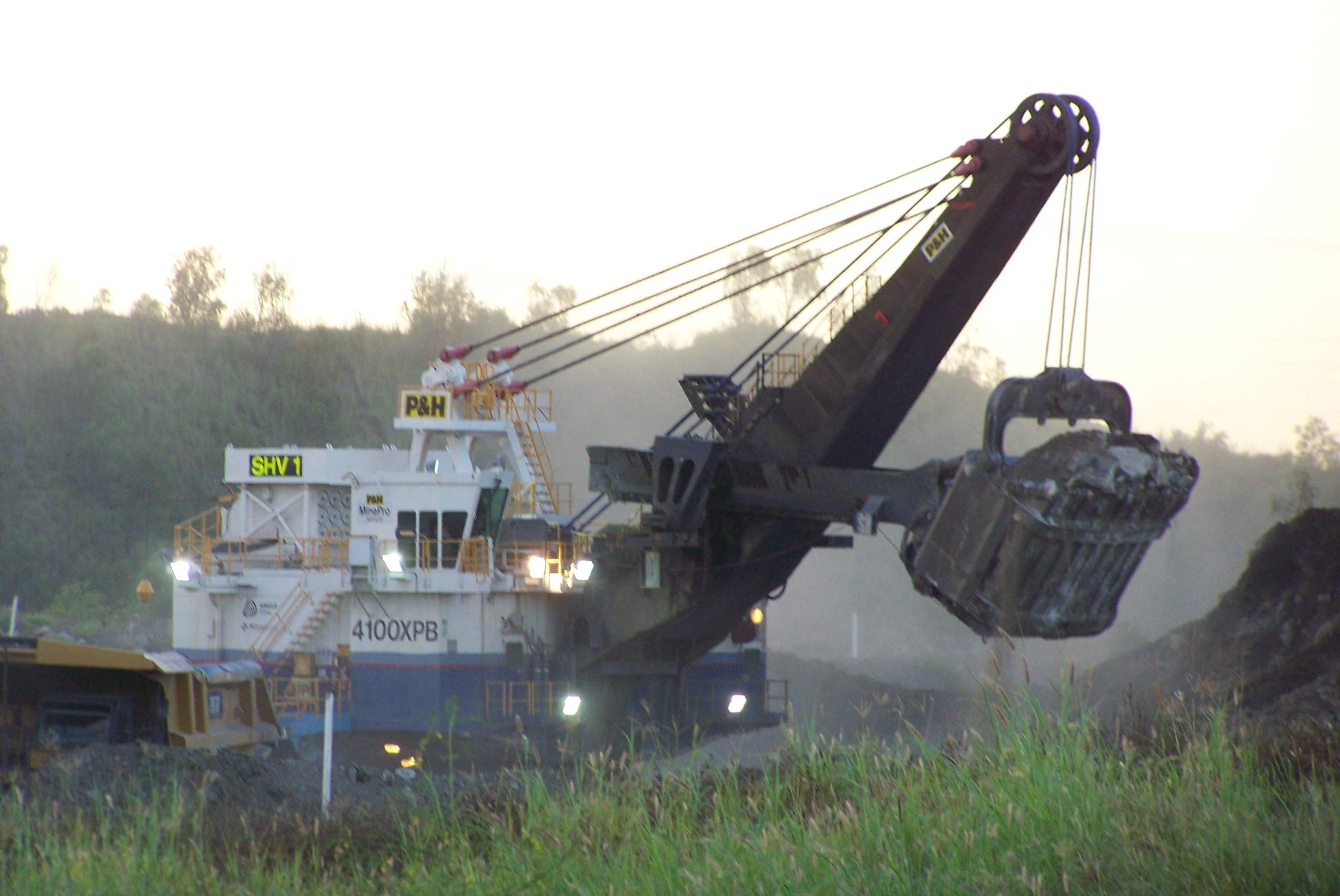
Прямая электрическая мехлопата на гусеничном ходу с канатно-реечным напором с объёмом ковша 55 м³ при погрузке вскрыши на открытых горных работах.

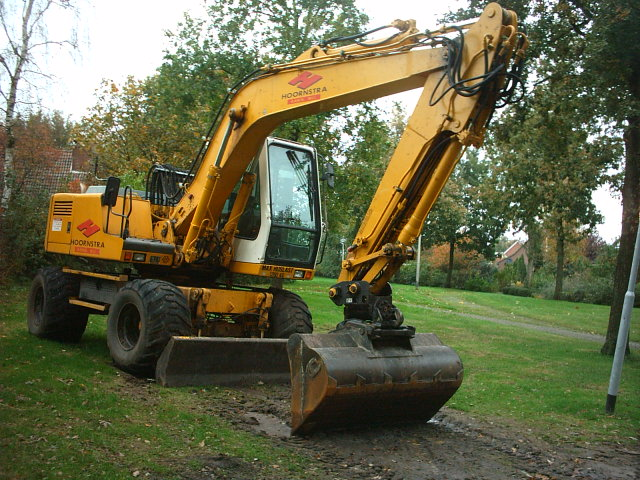
Обратная гидравлическая мехлопата на пневмоколесном ходу с объёмом ковша 0,3 м³.

Принцип действия (черпания) гидравлического экскаватора, с обратной лопатой.

Механическая лопата (сокр. «мехлопата»; англ. power shovel — самоходная полноповоротная выемочно-погрузочная машина (одноковшовый экскаватор), у которой подвижные элементы рабочего оборудования перемещаются с помощью механических передаточных устройств.
Механические лопаты для механизации земляных работ — экскаваторы.
Передаточные устройства могут быть канатные, зубчато-реечные, цепные или рычажные.
Рабочий цикл механической лопаты состоит из четырёх фаз:
- черпание;
- поворот;
- разгрузка ковша;
- поворот для начала нового цикла.

## Разновидности механических лопат
В зависимости от движения ковша при черпании механические лопаты бывают двух типов:
1. Прямые мехлопаты (Прямая лопата). Движение ковша при черпании происходит «от себя»
2. Обратные мехлопаты (Обратная лопата). Движение ковша при черпании происходит «на себя».

Рабочим органом механической лопаты является рукоять с укреплённым на ней ковшом.
У прямой мехлопаты рукоять с ковшом перемещается с помощью устройств, приводимых в действие от исходного электрического (для больших мехлопат) или дизельного двигателя.
У обратной мехлопаты перемещаются как рукоять с ковшом, так и стрела, на которой они укреплены. Чаще всего привод у обратных мехлопат осуществляется с помощью гидравлического устройства.
В зависимости от сферы применения мехлопаты делят на:
- строительные;
- карьерные;
- раскрывные;
- карьерно-строительные.

Строительные применяют на строительных работах, то есть при рытье котлованов. Карьерные используются при непосредственной разработке карьера для выемки полезного ископаемого или пустой породы. Раскрывные используют для подготовки карьерного поля к разработке при вскрышных работах, то есть для выемки верхнего слоя грунта и пустых пород, которые покрывают массив полезного ископаемого, в отличие от карьерных, имеют более длинную стрелу, и вследствие этого и больший радиус черпания. Карьерно-строительные могут применяться как на карьерах, так и в строительстве.

## Преимущества механических лопат
- Возможность применения для сравнительно твердых пород.
- Мобильность и маневренность.

## Недостатки механических лопат
- Малый радиус черпания.
- Небольшой объём ковша по сравнению с драглайном.